# هرمان جاك جيجير
هرمان جاك جيجير (بالإنجليزية: Herman Jack Geiger)‏ هو طبيب أمريكي، ولد في سنة 1925.